# Sommer-Paralympics 2008/Teilnehmer (Slowakei)
| stlisierte Goldmedaille | stlisierte Silbermedaille | stlisierte Bronzemedaille |
| ----------------------- | ------------------------- | ------------------------- |
| 2                       | 3                         | 1                         |

Die Slowakei nahm mit 37 Sportlern an den Sommer-Paralympics 2008 im chinesischen Peking teil.
Fahnenträger bei der Eröffnungsfeier war der Tischtennisspieler Ladislav Gaspar. Die meisten Medaillen gewann Miroslav Jambor im Tischtennis mit einer Silber- und einer Bronzemedaille.

## Teilnehmer nach Sportarten

### Boccia
Männer
- Robert Durkovic
- Martin Streharsky

### Bogenschießen
Männer
- Miroslav Kacina
- Imrich Lyocsa
- Vladimir Majercak

### Leichtathletik
Frauen
- Hana Kolnikova

Männer
- Andrej Germic
- Julius Hutka
- Marek Margoc
- Jan Surgac
- Adrian Vasko

### Powerlifting (Bankdrücken)
Frauen
- Maria Bartosova

Männer
- Lubos Jancek

### Radsport
Männer
- Patrik Chlebo
- Vladislav Janovcak
- Robert Mitosinka
- Rastislav Turecek, 1×  (Einzelzeitfahren Straße, Klasse HC A)

### Reiten
Frauen
- Katarina Jobbagyova

### Rollstuhltennis
Männer
- David Chabrecek
- Jozef Felix
- Marek Gergely

### Schießen
Frauen
- Veronika Vadovicova, 1×  (10 Meter Luftgewehr stehend, Klasse SH1)

Männer
- Radoslav Malenovský
- Jozef Siroky

### Schwimmen
Frauen
- Viera Mikulasikova
- Karina Petrikovicova
- Margita Prokeinova

### Tischtennis
Frauen
- Olga Barbusova
- Alena Kanova, 1×  (Einzel, Klasse 3)

Männer
- Richard Csejtey *
- Ladislav Gaspar
- Miroslav Jambor, 1×  (Einzel, Klasse 8) *
- Jan Kosco
- Andrej Meszaros
- Peter Mihalik
- Rastislav Revucky *
- Jan Riapos *

|* Mannschaftswettbewerbe
| Männer Klasse 1/2 (Gold, )       | Männer Klasse 6–8 (Silber, )        |
| -------------------------------- | ----------------------------------- |
| - Rastislav Revucky - Jan Riapos | - Richard Csejtey - Miroslav Jambor |